# 合水水库
合水水库是中国广东省梅州市兴宁市境内的一座水库，位于韩江水系，建于1958年。水库正常库容为2551万立方米，平均水深为4.32米，集雨面积为600平方千米。